# Lionsgate Premiere
Lionsgate Premiere är specialfilmsavdelningen i underhållningsföretaget Lionsgate Films som specialiserar sig på direkt-till-video och direkt-till-video on demand.

## Bakgrund
Den 1 april 2015 bekräftade Lionsgate att de hade lanserat en specialavdelning för att släppa filmer på bio, genom video on demand och streamingtjänster och streamingplattformar. Marknadsföringen för det nya märket skulle ledas av Lionsgates senior VP för marknadsföring och forskning, Jean McDowell. Lionsgates marknadschef, Tim Palen, skulle hjälpa till med marknadsföringsinsatserna.
Försäljningschefen Adam Sorensen, skulle ta hand om Lionsgate Premieres distribution. Samma månad tillkännagavs att flera av Grindstone Entertainment Groups filmer skulle släppas under etiketten. Divisionen släppte också utvalda filmer av CBS Films som en del av distributionssamarbetet med moderbolaget Lionsgate, där den enda releasen var Get a Job. Premiere och Hulu gick ihop för att släppa Joshy.